# Almar Fabritius
Ernst Almar Ferdinand Fabritius, född 8 februari 1874 i Mörskom, död 12 augusti 1953 i Helsingfors, var en finländsk tidningsman. Han var son till Ernst Fabritius och bror till Harald Fabritius.
Fabritius blev filosofie kandidat 1896, var frilansjournalist 1896–1899, verkade på Nya Pressen (signaturen Snapphane) 1906–1915 och var affärsjournalist 1920–1925. Han deltog i den hemliga organisationen Kagalens verksamhet, var landsförvisad 1903–1906, engagerad inom den nyaktivistiska rörelsen i Sverige och Tyskland 1915–1918 och var militärattaché i Stockholm 1918–1919. Han utvecklade ett eget stenografiskt system som chef för lantdagens/riksdagens svenska stenografkansli 1910–1951.